# 山梨県信用農業協同組合連合会
山梨県信用農業協同組合連合会（やまなしけんしんようのうぎょうきょうどうくみあいれんごうかい）は、山梨県甲府市に本所を置く、山梨県内の農業協同組合の信用事業を統括する県域農協系金融機関であり、県内農業協同組合を会員とする。

## 概要
通称は「JA山梨信連」または「JAバンク山梨」。統一金融機関コードは3015。主に法人顧客を中心としており、個人取引は殆どない。

## 沿革
- 1948年 - 設立。

## 店舗所在地
- 本所（店番：001）/山梨県甲府市飯田一丁目1番20号 山梨県農協会館内